# Galeus piperatus
Galeus piperatus es una especie de peces de la familia Scyliorhinidae en el orden de los Carcharhiniformes.

## Morfología
• Los machos pueden llegar alcanzar los 29 cm de longitud total.

## Hábitat
Es un pez de mar que vive entre 275-1.326 m de profundidad.

## Distribución geográfica
Se encuentra al norte del Golfo de California.